# 1. deild kvinnur (2000)
W roku 2000 odbyła się 16. edycja 1. deild kvinnur – pierwszej ligi piłki nożnej kobiet na Wyspach Owczych. W rozgrywkach wzięło udział 11 klubów z całego archipelagu. Tytułu mistrzowskiego broniła drużyna HB Tórshavn, jednak przejął go od niej klub KÍ Klaksvík, zdobywając go po raz drugi w swojej historii. Rozpoczęło to trwającą do dziś serię triumfów drużyny z Klaksvík.
Z powodu wielu zmian w farerskiej żeńskiej piłce nożnej zdecydowano się na jeden sezon zmienić formułę ligi. Zespoły zmagały się początkowo w dwóch grupach. Po trzy z nich dostawały prawo gry w serii finałowej, pozostałe spadały do drugiej ligi. W drugiej lidze znajdowały się także dwa zespoły z ostatnich miejsc w rundzie finałowej. Mistrz Wysp Owczych dostawał prawo do gry w Pucharze UEFA Kobiet.

## Uczestnicy
| Uczestnicy 1. deild kvinnur 1999                                                                              | Uczestnicy 1. deild kvinnur 1999 | Uczestnicy 1. deild kvinnur 1999 | Uczestnicy 1. deild kvinnur 1999 |
| --- | -------------------------------- | -------------------------------- | -------------------------------- |
| HB | HB Tórshavn                      | 1                                |                                  |
| B36 | B36 Tórshavn                     | 2                                |                                  |
| VB | VB Vágur                         | 3                                |                                  |
| KÍ | KÍ Klaksvík                      | 4                                |                                  |
| Awans z 2. deild kvinnur 1999                                                                                 |                                  |                                  |                                  |
| AB | AB Argir                         |                                  |                                  |
| B71 | B71 Sandoy                       |                                  |                                  |
| GÍ | GÍ Gøta                          |                                  |                                  |
| NSÍ | NSÍ Runavík                      |                                  |                                  |
| Skála | Skála ÍF                         |                                  |                                  |
| SÍS | SÍ Sumba                         |                                  |                                  |
| Nowi uczestnicy                                                                                               |                                  |                                  |                                  |
| EBS | EB/Streymur                      |                                  |                                  |
| Oznaczenia: - kolumna pierwsza – skróty nazw drużyn, - kolumna trzecia – miejsce zajęte w poprzednim sezonie. |                                  |                                  |                                  |

## Rozgrywki

### Faza grupowa

#### Grupa A

##### Tabela ligowa
| Lp. | Drużyna      | M  | Z | R | P | Bramki | Bramki | Różn. | Pkt | Uwagi                     |
| --- | ------------ | -- | - | - | - | ------ | ------ | ----- | --- | ------------------------- |
| 1   | HB Tórshavn  | 10 | 9 | 0 | 1 | 55     | 3      | +52   | 27  | Wejście do fazy finałowej |
| 2   | VB Vágur     | 10 | 9 | 0 | 1 | 58     | 7      | +51   | 27  | Wejście do fazy finałowej |
| 3   | Skála ÍF     | 10 | 5 | 0 | 5 | 18     | 48     | −30   | 15  | Wejście do fazy finałowej |
| 4   | GÍ Gøta (S)  | 10 | 4 | 1 | 5 | 26     | 29     | −3    | 13  | Spadek do 2. deild        |
| 5   | AB Argir (S) | 10 | 1 | 2 | 7 | 13     | 52     | −39   | 5   | Spadek do 2. deild        |
| 6   | SÍ Sumba (S) | 10 | 0 | 1 | 9 | 6      | 37     | −31   | 1   | Spadek do 2. deild        |

#### Grupa B

##### Tabela ligowa
| Lp. | Drużyna         | M | Z | R | P | Bramki | Bramki | Różn. | Pkt | Uwagi                     |
| --- | --------------- | - | - | - | - | ------ | ------ | ----- | --- | ------------------------- |
| 1   | KÍ Klaksvík     | 8 | 8 | 0 | 0 | 36     | 8      | +28   | 24  | Wejście do fazy finałowej |
| 2   | B36 Tórshavn    | 8 | 5 | 0 | 3 | 37     | 7      | +30   | 15  | Wejście do fazy finałowej |
| 3   | NSÍ Runavík     | 8 | 4 | 1 | 3 | 21     | 25     | −4    | 13  | Wejście do fazy finałowej |
| 4   | EB/Streymur (S) | 8 | 1 | 1 | 6 | 4      | 29     | −25   | 4   | Spadek do 2. deild        |
| 5   | B71 Sandoy (S)  | 8 | 1 | 0 | 7 | 11     | 30     | −19   | 3   | Spadek do 2. deild        |

### Faza finałowa

#### Tabela ligowa
| Lp. | Drużyna         | M  | Z | R | P  | Bramki | Bramki | Różn. | Pkt | Uwagi                       |
| --- | --------------- | -- | - | - | -- | ------ | ------ | ----- | --- | --------------------------- |
| 1   | KÍ Klaksvík (M) | 10 | 8 | 0 | 2  | 46     | 12     | +34   | 24  | Puchar UEFA • Runda grupowa |
| 2   | VB Vágur        | 10 | 7 | 1 | 2  | 46     | 15     | +31   | 22  |                             |
| 3   | HB Tórshavn     | 10 | 7 | 0 | 3  | 27     | 17     | +10   | 21  |                             |
| 4   | NSÍ Runavík (S) | 10 | 4 | 0 | 6  | 26     | 21     | +5    | 12  | Spadek do 2. deild          |
| 5   | B36 Tórshavn    | 10 | 3 | 1 | 6  | 14     | 24     | −10   | 10  |                             |
| 6   | Skála ÍF (S)    | 10 | 0 | 0 | 10 | 3      | 73     | −70   | 0   | Spadek do 2. deild          |